# Thomas Eichhorn
Thomas Eichhorn (* 1. September 1952 in Langenberg/Rheinland) ist ein deutscher HNO-Arzt. Seine Schwerpunkte sind die Sonographie im HNO-Bereich, mikrolaryngoskopische Tumoroperationen am Kehlkopf einschließlich der dazugehörigen Metastasendiagnostik und das Innenohr.

## Leben
Eichhorn absolvierte von 1971 bis 1978 sein Medizinstudium an der Johannes Gutenberg-Universität Mainz, wo er 1978 auch seine Promotion zum Thema Der Einfluß exogener und endogener Faktoren auf die transepitheliale elektrische Potentialdifferenz am Colon der Ratte in vivo abschloss. Die HNO-akademische Ausbildung erhielt Eichhorn zunächst als Assistenz- später als Oberarzt unter Oskar Kleinsasser an der Philipps-Universität Marburg, wo er sich 1991 mit einer vestibulogischen Arbeit Klinische Erfahrungen mit dem Rotatorischen Test habilitierte. 1993 übernahm er als Chefarzt die Leitung der HNO-Klinik am Carl-Thiem-Klinikum Cottbus, an der er bis zu seinem Eintritt Ruhestand im Jahr 2015 tätig war.
2015 war er Gastprofessor an der Staatlichen Medizinischen Universität Tiflis.

## Wissenschaftliche Arbeit
Eichhorn zählte zu den Wissenschaftlern, die die Sonographie im HNO-Fach in den 1980er und 1990er Jahren eingeführt und schrittweise publik gemacht haben. Er war Seminarleiter der Deutschen Gesellschaft für Ultraschall in der Medizin (DEGUM), wobei er in dieser Funktion Jahrzehnte lang auch leitend an Ultraschallkursen mitwirkte; darüber hinaus fungierte er bis 2014 als Mitglied der Sonographiekommission bei der Landesärztekammer Brandenburg.
Auf dem Arbeitsgebiet Fortbildung in der HNO-Heilkunde gründete Eichhorn 2001 in der Deutschen Gesellschaft für Hals-Nasen-Ohren-Heilkunde die Arbeitsgruppen HNO-Ärzte in Prüfungsausschüssen der Landesärztekammern, später Weiterbildung in der HNO-Heilkunde, welchen er jeweils vorstand. Er war Gründungsmitglied und langjähriger Mitarbeiter im Advisory Board der European Board Examination Otorhinolaryngology, Head and Neck Surgery (EBEORL-HNS) der European Union of Medical Specialists UEMS. Im Rahmen seiner Mitgliedschaft in der Weiterbildungskommission der Deutschen Gesellschaft für HNO-Heilkunde war er maßgeblich an der Entwicklung einer neuen Weiterbildungsordnung für HNO-Ärzte beteiligt, die Anfang der 2020er Jahre schrittweise in den verschiedenen Landesärztekammern der Bundesländer verbindlich eingeführt wurde. Seit 2010 übernahm er die leitende Herausgeberschaft der Rubrik Vorbereitung zur Facharztprüfung und war ab 2017 Mitinitiator und Organisator eines Repetitorium Otolaryngologicum. Seit 2018 ist er Fachsprachprüfer der Landesärztekammer Brandenburg.
Nach karitativen ärztlichen Auslandsreisen nach Estland, Nordkorea, Ossetien im Kaukasus (Russland) und Georgien ab 2001 gründete er 2012 unter der Schirmherrschaft der Deutschen Gesellschaft für HNO-Heilkunde die Arbeitsgruppe Interessengemeinschaft karitativ im Ausland tätiger HNO-Ärzte. Außerdem rief er den Verein Gesundheit für den Kaukasus e.V. ins Leben. Daneben wirkte Eichhorn als Juror des Deutschen Akademischen Austauschdienstes für die Vergabe von Doktoranden- und Postdoc-Stipendien in Georgien mit. Er publizierte auch auf dem Gebiet der Global Surgery.
Nach seinem Eintritt in den Ruhestand widmete sich Eichhorn dem Thema, wie die Schwerhörigkeit/Gehörlosigkeit im nationalen und internationalen Fernseh- und Kinofilm repräsentiert wird und ging dabei der Frage nach, wie real schwerhörige und taube Schauspieler in diesen Medien zum Einsatz kamen. Diese Recherchen mit der Interpretation der Ergebnisse führte unter anderem zur Veröffentlichung von zwei Büchern.

## Ehrungen
- 1979: Tancré-Preis für die jahresbeste Doktorarbeit auf dem medizinischen Gebiet an der Johannes-Gutenberg-Universität Mainz
- 2005: Honorarprofessur an der Brandenburgischen Technischen Universität Cottbus-Senftenberg[7]
- 2011: Verdienstmedaille der Deutschen Gesellschaft für HNO-Heilkunde
- 2013: Verleihung des Ordens Participants der UNHCR für Einsätze in Nordossetien/Russland
- 2013: Bundesverdienstorden am Bande der Bundesrepublik Deutschland[19]
- 2017: Ehrenmitglied der Deutschen Gesellschaft für HNO-Heilkunde
- 2022: Ehrenmitglied des Deutschen Berufsverbandes der Hals-Nasen-Ohrenärzte
- 2016: Honorary Fellow der European Board Examination ORL-HNS[20]
- 2017: Ehrendoktorwürde der Staatlichen Medizinischen Universität Tiflis